# Рочестер (Мічиган)
Рочестер (англ. Rochester) — місто (англ. city) в США, в окрузі Окленд штату Мічиган. Населення — 13 035 осіб (2020).

## Історія

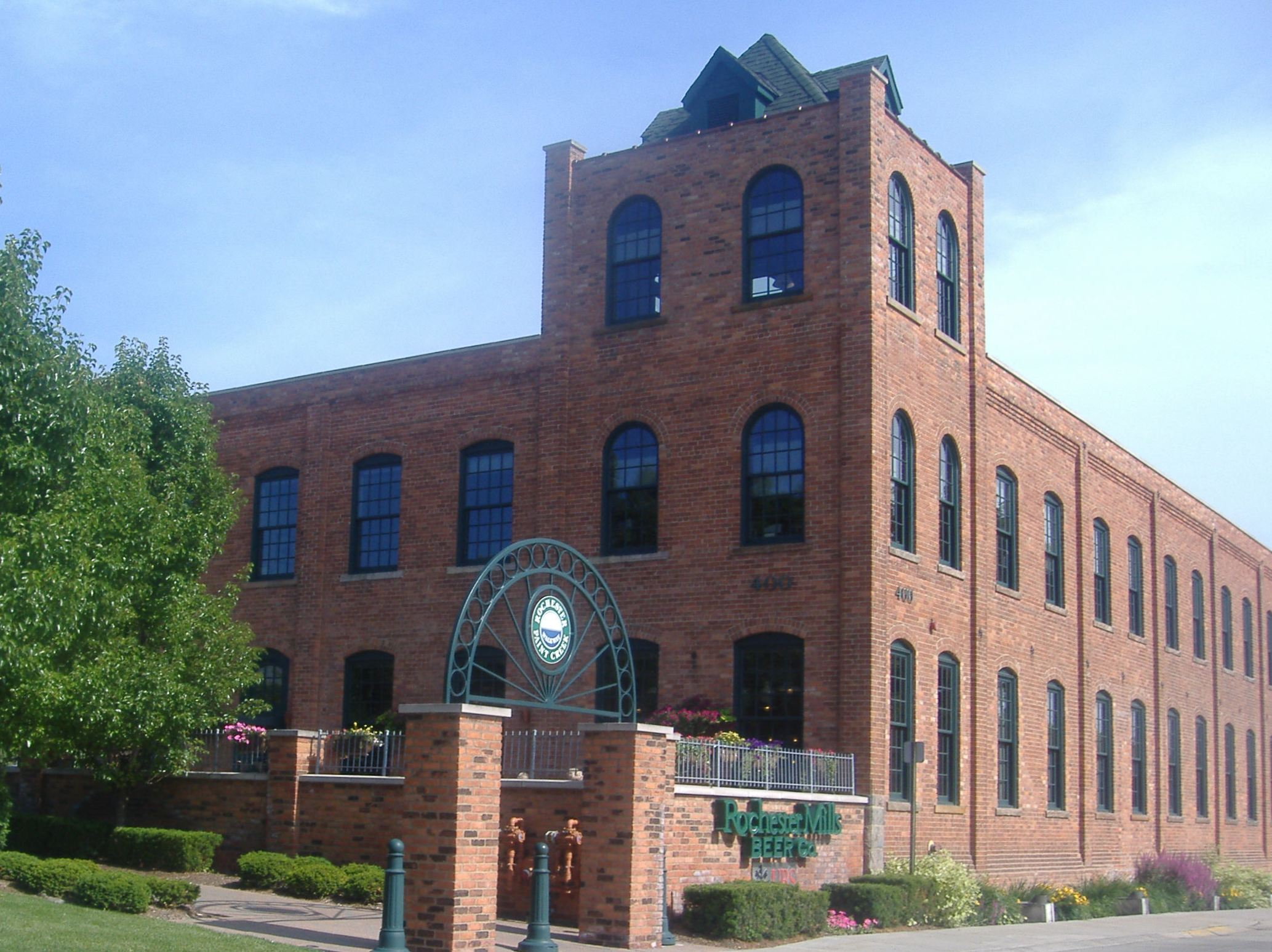
Western Knitting Mills, збудовано в 1896 було власністю братів Чапман.

Першими поселенцями Рочестера була сім'я Грехем, що збудували тут дерев'яний будиночок в 1817 (сьогодні це перехрестя Main i Second street, магазини Quik Pik та Penn Station).
Місто стає промисловим центром завдяки сильному потоку річок Клінтон та Пейнт Крік. Нині річки не використовуються для промисловості чи транспортної переправи, лише як природна краса і місце риболовлі.
Рочестер отримав статус села в 1869. А в 1966 став містом і відокремився від Ейвон Тауншип. Ейвон Тауншип в 1984 стало містом Рочестер Хіллс. В 1895 році населення становило 900 осіб.

## Географія
Рочестер розташований за координатами 42°41′12″ пн. ш. 83°7′11″ зх. д. / 42.68667° пн. ш. 83.11972° зх. д. (42.686718, -83.119676).  За даними Бюро перепису населення США в 2010 році місто мало площу 9,91 км², уся площа — суходіл.

## Демографія
Згідно з переписом 2010 року, у місті мешкало 12 711 особа в 5514 домогосподарствах у складі 3195 родин. Густота населення становила 1283 особи/км².  Було 5994 помешкання (605/км²).
Расовий склад населення:
| - 88,6 % — білих - 5,5 % — азіатів - 3,7 % — чорних або афроамериканців - 0,2 % — корінних американців |

До двох чи більше рас належало 1,5 %. Частка іспаномовних становила 2,7 % від усіх жителів.
За віковим діапазоном населення розподілялося таким чином: 25,1 % — особи молодші 18 років, 63,4 % — особи у віці 18—64 років, 11,5 % — особи у віці 65 років та старші. Медіана віку мешканця становила 38,3 року. На 100 осіб жіночої статі у місті припадало 92,2 чоловіків;  на 100 жінок у віці від 18 років та старших — 91,3 чоловіків також старших 18 років.
Середній дохід на одне домашнє господарство  становив 103 318 доларів США (медіана — 75 043), а середній дохід на одну сім'ю — 136 695 доларів (медіана — 121 510). Медіана доходів становила 79 239 доларів для чоловіків та 56 845 доларів для жінок. За межею бідності перебувало 5,5 % осіб, у тому числі 4,4 % дітей у віці до 18 років та 4,1 % осіб у віці 65 років та старших.
Цивільне працевлаштоване населення становило 6717 осіб. Основні галузі зайнятості: виробництво — 23,9 %, освіта, охорона здоров'я та соціальна допомога — 23,3 %, науковці, спеціалісти, менеджери — 14,6 %, мистецтво, розваги та відпочинок — 9,1 %.

## Культура
Починаючи з 1951 року у першу неділю грудня тут проводиться різдвяний парад. З 2003 він транслюється по місцевому телебаченні. Також перед Різдвом будинки у центрі міста вбирають у гирлянди загальна кількість яких перевищує мільйон.